# Chryse Colles
Chryse Colles és un grup de turons del quadrangle Oxia Palus de Mart, situat amb les coordenades planetocèntriques a 8.28 ° latitud N i 318.55 ° longitud E. Té 48.66 km de diàmetre i va rebre el nom d'un tret albedo. El nom va ser aprovat per la UAI l'any 2006. El terme "Colles" és utilitzat per turons petits o knobs.